# Lego Architecture
Lego Architecture je jedna ze sérií plastové stavebnice Lego. Jednotlivé stavebnice představují zmenšeniny světově známých architektonických staveb.

## Historie
Úvodní úvahy o produkci série obsahující zmenšeniny existujících staveb se ve firmě Lego objevil roku 1960, kdy tehdejší majitel Godtfred Kirk Christiansen hledal způsob, jak ještě více zpopularizovat vyráběnou stavebnici. Plánoval proto přivést na trh sérii Lega, která by zaujala i dospělé. Realizace nápadu si ovšem vyžádala vývoj nových kostiček, u kterých byl kladen důraz na detaily. Proto se první objekty řady Lego Architecture začaly produkovat až roku 2008. Autorem počátečních modelů byl tehdejší hlavní designér společnosti Adam Reed Tucker, který ve spolupráci s firmou Brickstructures navrhl zmenšeniny mrakodrapů Willis Tower, Empire State Building, Space Needle a Rockefeller Centre. Postupně se kolekce rozrostla o washingtonský Bílý dům, londýnský Big Ben, berlínská Braniborská brána nebo jihokorejská stavba Namdemun.
Série slavila mezi zákazníky úspěch, a proto návrhář Adam Reed Tucker začal připravovat zmenšeniny dalších staveb. Svou pozornost upřel na stavby architekta Franka Lloyda Wrighta a řadu Lego Architecture rozšířil o jím navržené stavby Fallingwater či newyorské Guggenheimovo muzeum nebo chicagská Robie House. Roku 2014 se objevily modely tokijského Imperial Hotel od Franka Lloyda Wrighta, římská Fontána di Trevi, newyorská centrála Organizace spojených národů, hotelový komplex Marina Bay Sands, šikmá věž v Pise a pařížská Eiffelova věž.
V roce 2016 se vedle jednotlivých staveb objevily i modely obsahující vedle sebe zbudované dominanty jednotlivých měst, jako jsou mrakodrapy a pomník v New Yorku, televizní věž, říšský sněm a Brandenburská brána v Berlíně či náměstí Svatého Marka a most Rialto v italských Benátkách.

## Seznam modelů
| Fotografie modelu | Název modelu                   | Číslo modelu | Lokalita                                 | Rok uvedení modelu | Galerie na Commons                                                                        |
| ----------------- | ------------------------------ | ------------ | ---------------------------------------- | ------------------ | ----------------------------------------------------------------------------------------- |
|                   | Willis Tower                   | 21000        | Spojené státy americké, Chicago          | 2008               | Kategorie „Lego Architecture 21000 - Willis Tower“ na Wikimedia Commons                   |
|                   | John Hancock Center            | 21001        | Spojené státy americké, Chicago          | 2008               |                                                                                           |
|                   | Empire State Building          | 21002        | Spojené státy americké, Chicago          | 2008               | Kategorie „Lego Architecture 21002 - Empire State Building“ na Wikimedia Commons          |
|                   | Seattle Space Needle           | 21003        | Spojené státy americké, Seattle          | 2008               | Kategorie „Lego Architecture 21003 - Seattle Space Needle“ na Wikimedia Commons           |
|                   | Solomon R. Guggenheim Museum   | 21004        | Spojené státy americké, New York         | 2009               | Kategorie „Lego Architecture 21004 - Solomon Guggenheim Museum“ na Wikimedia Commons      |
|                   | Fallingwater                   | 21005        | Spojené státy americké, Stewart Township | 2009               | Kategorie „Lego Architecture 21005 - Fallingwater“ na Wikimedia Commons                   |
|                   | The White House                | 21006        | Spojené státy americké, Washington       | 2010               | Kategorie „Lego Architecture 21006 - The White House“ na Wikimedia Commons                |
|                   | Rockefeller Plaza              | 21007        | Spojené státy americké, New York         | 2010               | Kategorie „Lego Architecture 21007 - Rockefeller Center“ na Wikimedia Commons             |
|                   | Burj Khalifa                   | 21008        | Spojené arabské emiráty, Dubaj           | 2011               |                                                                                           |
|                   | Farnsworth House               | 21009        | Spojené státy americké, Plano            | 2011               |                                                                                           |
|                   | Robie House                    | 21010        | Spojené státy americké, Chicago          | 2011               |                                                                                           |
|                   | Brandenburg Gate               | 21011        | Spojené státy americké, Chicago          | 2011               | Kategorie „Lego Architecture 21011 - Brandenburg Gate“ na Wikimedia Commons               |
|                   | Sydney Opera House             | 21012        | Austrálie, Sydney                        | 2012               | Kategorie „Lego Architecture 21012 - Sydney Opera House“ na Wikimedia Commons             |
|                   | Big Ben                        | 21013        | Spojené království, Londýn               | 2012               | Kategorie „Lego Architecture 21013 - Big Ben“ na Wikimedia Commons                        |
|                   | Vila Savoye                    | 21014        | Francie, Poissy                          | 2012               | Kategorie „Lego Architecture 21014 - Villa Savoye“ na Wikimedia Commons                   |
|                   | The Leaning Tower of Pisa      | 21015        | Itálie, Pisa                             | 2013               | Kategorie „Lego Architecture 21015 - The Leaning Tower of Pisa“ na Wikimedia Commons      |
|                   | Sungnyemun                     | 21016        | Jižní Korea, Soul                        | 2012               | Kategorie „Lego Architecture 21016 - Sungnyemun“ na Wikimedia Commons                     |
|                   | Imperial Hotel                 | 21017        | Japonsko, Tokio                          | 2013               | Kategorie „Lego Architecture 21017 - Imperial Hotel“ na Wikimedia Commons                 |
|                   | United Nations Headquarters    | 21018        | Spojené státy americké, New York         | 2013               | Kategorie „Lego Architecture 21018 - United Nations Headquarters“ na Wikimedia Commons    |
|                   | The Eiffel Tower               | 21019        | Francie, Paříž                           | 2014               | Kategorie „Lego Architecture 21019 - Eiffel Tower“ na Wikimedia Commons                   |
|                   | Trevi Fountain                 | 21020        | Itálie, Řím                              | 2014               | Kategorie „Lego Architecture 21020 - Trevi Fountain“ na Wikimedia Commons                 |
|                   | Marina Bay Sands               | 21021        | Singapur, Singapur                       | 2013               |                                                                                           |
|                   | Lincoln Memorial               | 21022        | Spojené státy americké, Washington       | 2015               |                                                                                           |
|                   | Flatiron Building              | 21023        | Spojené státy americké, New York         | 2015               |                                                                                           |
|                   | Louvre                         | 21024        | Francie, Paříž                           | 2015               | Kategorie „Lego Architecture 21024 - Louvre“ na Wikimedia Commons                         |
|                   | Venice                         | 21026        | Itálie, Benátky                          | 2016               | Kategorie „Lego Architecture 21026 - Venice“ na Wikimedia Commons                         |
|                   | Berlin                         | 21027        | Německo, Berlín                          | 2016               | Kategorie „Lego Architecture 21027 - Berlin“ na Wikimedia Commons                         |
|                   | New York City                  | 21028        | Spojené státy americké, New York         | 2016               | Kategorie „Lego Architecture 21028 - New York City“ na Wikimedia Commons                  |
|                   | Buckingham Palace              | 21029        | Spojené království, Londýn               | 2016               |                                                                                           |
|                   | United States Capitol Building | 21030        | Spojené státy americké, Washington       | 2016               | Kategorie „Lego Architecture 21030 - United States Capitol Building“ na Wikimedia Commons |
|                   | Burj Khalifa                   | 21031        | Spojené arabské emiráty, Dubaj           | 2016               |                                                                                           |
|                   | Sydney                         | 21032        | Austrálie, Sydney                        | 2017               |                                                                                           |
|                   | Chicago                        | 21033        | Spojené státy americké, Chicago          | 2017               |                                                                                           |
|                   | London                         | 21034        | Spojené království, Londýn               | 2017               |                                                                                           |
|                   | Solomon R. Guggenheim Museum   | 21035        | Spojené státy americké, New York         | 2017               |                                                                                           |
|                   | Arc de Triomphe                | 21036        | Francie, Paříž                           | 2017               |                                                                                           |
|                   | LEGO House                     | 21037        | Dánsko, Billund                          | 2017               |                                                                                           |
|                   | Shanghai                       | 21039        | Čína, Šanghaj                            | 2018               |                                                                                           |
|                   | Great Wall of China            | 21041        | Čína                                     | 2018               | Kategorie „Lego Architecture 21041 - Great Wall of China“ na Wikimedia Commons            |
|                   | Statue of Liberty              | 21042        | Spojené státy americké, New York         | 2018               | Kategorie „Lego Architecture 21042 - Statue of Liberty“ na Wikimedia Commons              |
|                   | San Francisco                  | 21043        | Spojené státy americké, San Francisco    | 2019               |                                                                                           |
|                   | Paris                          | 21044        | Francie, Paříž                           | 2019               |                                                                                           |
|                   | Trafalgar Square               | 21045        | Spojené království, Londýn               | 2019               | Kategorie „Lego Architecture 21045 - Trafalgar Square“ na Wikimedia Commons               |
|                   | Empire State Building          | 21046        | Spojené státy americké, New York         | 2019               | Kategorie „Lego Architecture 21046 - Empire State Building“ na Wikimedia Commons          |
|                   | Las Vegas                      | 21047        | Spojené státy americké, Las Vegas        | 2018               |                                                                                           |
|                   | Tokio                          | 21051        | Japonsko, Tokio                          | 2020               |                                                                                           |
|                   | Dubai                          | 21052        | Spojené arabské emiráty, Dubaj           | 2020               |                                                                                           |
|                   | The White House                | 21054        | Spojené státy americké, Washington       | 2020               |                                                                                           |
|                   | Burj Khalifa                   | 21055        | Spojené arabské emiráty, Dubaj           | 2019               |                                                                                           |
|                   | Tádž Mahal                     | 21056        | Indie, Ágra                              | 2021               |                                                                                           |
|                   | Singapur                       | 21057        | Singapur, Singapur                       | 2022               |                                                                                           |
|                   | Velká pyramida v Gíze          | 21058        | Egypt, Gíza                              | 2022               |                                                                                           |
|                   | Hrad Himedži                   | 21060        | Japonsko, Himedži                        | 2023               |                                                                                           |
|                   | Notre-Dame v Paříži            | 21061        | Francie, Paříž                           | 2024               |                                                                                           |